# Greenburg
Greenburg is een hopvariëteit, gebruikt voor het brouwen van bier.
Deze hopvariëteit is een “aromahop”, bij het bierbrouwen voornamelijk gebruikt vanwege zijn aromatische eigenschappen. Deze Amerikaanse variëteit wordt geteeld in het zuiden van Idaho en wordt meestal in microbrouwerijen gebruikt.

## Kenmerken
- Alfazuur: 5,2%
- Bètazuur: 7,2%
- Eigenschappen: fruitige smaak met houttoetsen